# Campeonato Africano de Atletismo de 2024 - Salto com vara feminino
A prova do salto com vara feminino do Campeonato Africano de Atletismo de 2024 foi disputada no dia 22 de junho, no Estádio de Japoma, em Duala, nos Camarões.

## Recordes
Antes desta competição, os recordes mundiais e do campeonato nesta prova eram os seguintes:
|                       | Nome              | Nacionalidade | Altura  | Local   | Data                 |
| --------------------- | ----------------- | ------------- | ------- | ------- | -------------------- |
| Recorde mundial       | Yelena Isinbayeva | Rússia        | 5m 06cm | Zurique | 28 de agosto de 2009 |
| Recorde do campeonato | Syrine Balti      | Tunísia       | 4m 21cm | Bambous | 10 de agosto de 2006 |
| Recorde africano      | Elmarie Gerryts   | África do Sul | 4m 42cm | Wesel   | 12 de junho de 2000  |

## Medalhistas
| Ouro                 | Prata\|               |
| Miré Reinstorf (RSA) | Dorra Mahfoudhi (TUN) |

## Cronograma
Todos os horários são locais (UTC+1).
| Data        | Hora  | Evento |
| ----------- | ----- | ------ |
| 22 de junho | 15:15 | Final  |

## Resultado final
A final ocorreu dia 22 de junho às 15:15.
| Posição          | Atleta          | Nacionalidade | 3.40 | 3.60 | 3.70 | 3.80 | 3.90 | 4.00 | 4.10 | 4.22 | Resultado | Notas |
| ---------------- | --------------- | ------------- | ---- | ---- | ---- | ---- | ---- | ---- | ---- | ---- | --------- | ----- |
| Medalha de ouro  | Miré Reinstorf  | África do Sul | –    | –    | xo   | o    | o    | xo   | o    | xxx  | 4.10      |       |
| Medalha de prata | Dorra Mahfoudhi | Tunísia       | o    | xxo  | –    | xo   | o    | xxx  |      |      | 3.90      |       |

Legenda
| Recorde mundial       | Recorde mundial (World record)               |                       | Recorde africano                      | Recorde africano (African) |                                           | Q | Classificado por posição (Qualified) |
| Recorde do campeonato | Recorde do campeonato (Championship record)  | Recorde da América    | Recorde da América (Americas)         | q                          | Classificado por melhor tempo (Qualified) |   |                                      |
| Melhor marca do ano   | Melhor marca do ano (World leading)          | Recorde asiático      | Recorde asiático (Asian)              | DNS                        | Não largou (Did not start)                |   |                                      |
| Recorde nacional      | Recorde nacional (National record)           | Recorde europeu       | Recorde europeu (European)            | DNF                        | Não terminou (Did not finish)             |   |                                      |
| Recorde pessoal       | Recorde pessoal do atleta (Personal best)    | Recorde da Oceania    | Recorde da Oceania (Oceania)          | DSQ / DQ                   | Desclassificado (Disqualified)            |   |                                      |
| Recorde da temporada  | Recorde da temporada do atleta (Season best) | Recorde sul-americano | Recorde sul-americano (South America) | NM                         | Sem marca (No mark)                       |   |                                      |